# 살아가는 동안 후회할 줄 알면서 저지르는 일들
《살아가는 동안 후회할 줄 알면서 저지르는 일들》은 KBS 2TV에서 2008년 6월 9일부터 2008년 6월 10일까지 방영된 특집 테마 드라마이다. ‘바람’, ‘하루’, ‘집착’, ‘첫사랑’등의 소재로 하여 4개의 에피소드로 이뤄져 있다.
한편, 이 작품은 당초 2008년 4월에서 5월경에 KBS 드라마시티를 통해 방송될 예정이었으나 봄 개편으로 프로그램이 폐지되면서 방영이 보류됐으며, 2008년 6월 9일 첫 회가 나갈 계획이었던 월화 미니시리즈 《최강칠우》가 종영을 앞둔 MBC 《이산》과의 시청률 경쟁을 피하기 위해 첫 방영일이 뒤로 밀리자 대체 편성됐다.

## 에피소드 목록

### 1부 바람의 목적
방영일 : 2008년 6월 9일
- 김정화 : 김인아(34세) 역
- 정수영 : 박수영 역
- 김진수 : 홍진수 역
- 김보강 : 이정민 역

### 2부 하루 그리고 또 다른 하루
방영일 : 2008년 6월 9일
- 김정화 : 김인아(28세) 역
- 정수영 : 박수영 역
- 유태웅 : 김영호 역
- 김호진 : 남자 역

### 3부 집착적 사랑의 금단현상
방영일 : 2008년 6월 10일
- 김정화 : 김인아(27세) 역
- 정수영 : 박수영 역
- 윤희석 : 박재민 역
- 이가흔 : 희선 역
- 백재민 : 하나 역
- 심형탁 : 인아 맞선남 역 (우정출연)
- 이정호 : 수영 맞선남 역 (우정출연)

### 4부 별이 빛나는 밤에
방영일 : 2008년 6월 10일
- 김원희 : 김인아(16세) 역
- 이현우 : 이정욱 역
- 황미선 : 손님 역
- 한서희 : 수영 역
- 주효만 : 할아버지 역
- 이원재 : 초구 역
- 김성일 : 달평 역
- 남현주 : 지숙 역
- 이선영 : 덕희 역
- 이영희 : 할머니 역
- 김영선 : 정욱의 어머니 역